# Pterygiosperma tehuelches
Pterygiosperma tehuelches är en korsblommig växtart som först beskrevs av Carlos Luis Spegazzini, och fick sitt nu gällande namn av Otto Eugen Schulz. Pterygiosperma tehuelches ingår i släktet Pterygiosperma och familjen korsblommiga växter. Inga underarter finns listade i Catalogue of Life.